# Ножиці цін

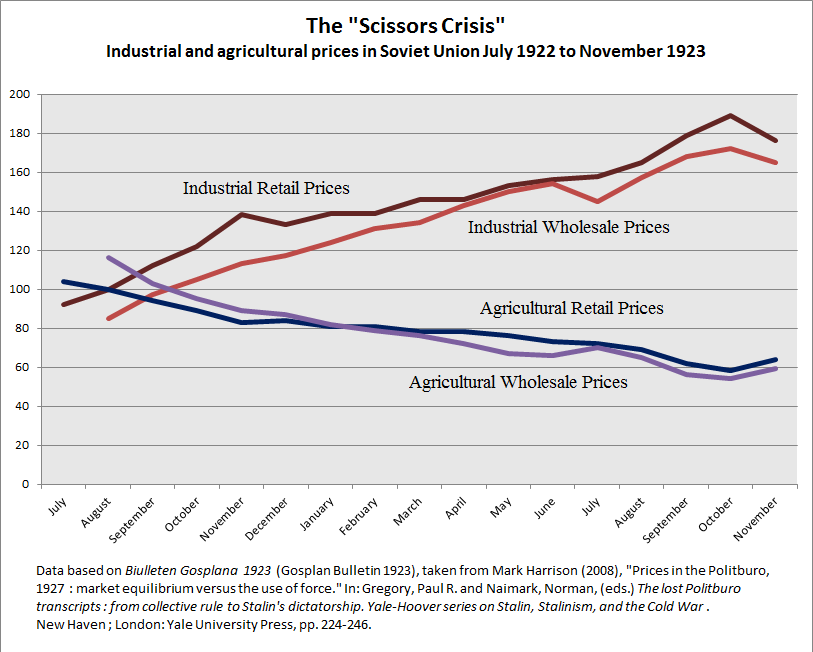
1923

«Ножиці» цін — розходження рівнів та динаміки цін міжнародної торгівлі на окремі групи товарів.
«Ножиці» цін — у радянській економіці штучно встановлена різниця цін на товари промисловості і сільського господарства з метою отримання додаткових прибутків на розвиток промисловості.
Через ножиці цін українське селянство втрачало щорічно 300 мільйонів золотих довоєнних карбованців. Якщо певний виріб до Першої світової війни український селянин міг придбати за 1 пуд збіжжя, то тепер мусив віддавати за це 4—5 пудів. Пуд жита у 1924 році на ринку продавали за 65 копійок, а пара чобіт коштувала 10 карбованців, фунт свинини селяни віддавали за 25 копійок, а 10 сірників купували за 17 копійок Восени 1925 року, напередодні голодної зими 1926 року, більшість промислових товарів знову подорожчала на 50—100 %, а податок збільшився у 6—7 разів. Якщо у 1924 р. він становив 5 карбованців, то у 1925 році — вже 35 карбованців.
Через ножиці цін постійно змінювався грошовий еквівалент податку для населення, що працювало в сільському господарстві.